# Heidelsheim
Heidelsheim (südfränkisch: Heidelse) ist ein Stadtteil von Bruchsal im Landkreis Karlsruhe in Baden-Württemberg, durch den der Saalbach fließt. Bis September 1974 war es eine eigenständige Gemeinde.
Im Hochmittelalter und im Spätmittelalter war Heidelsheim eine zunächst selbstständige und später verpfändete Reichsstadt im Heiligen Römischen Reich, was sich im Ortswappen widerspiegelt.

## Geschichte

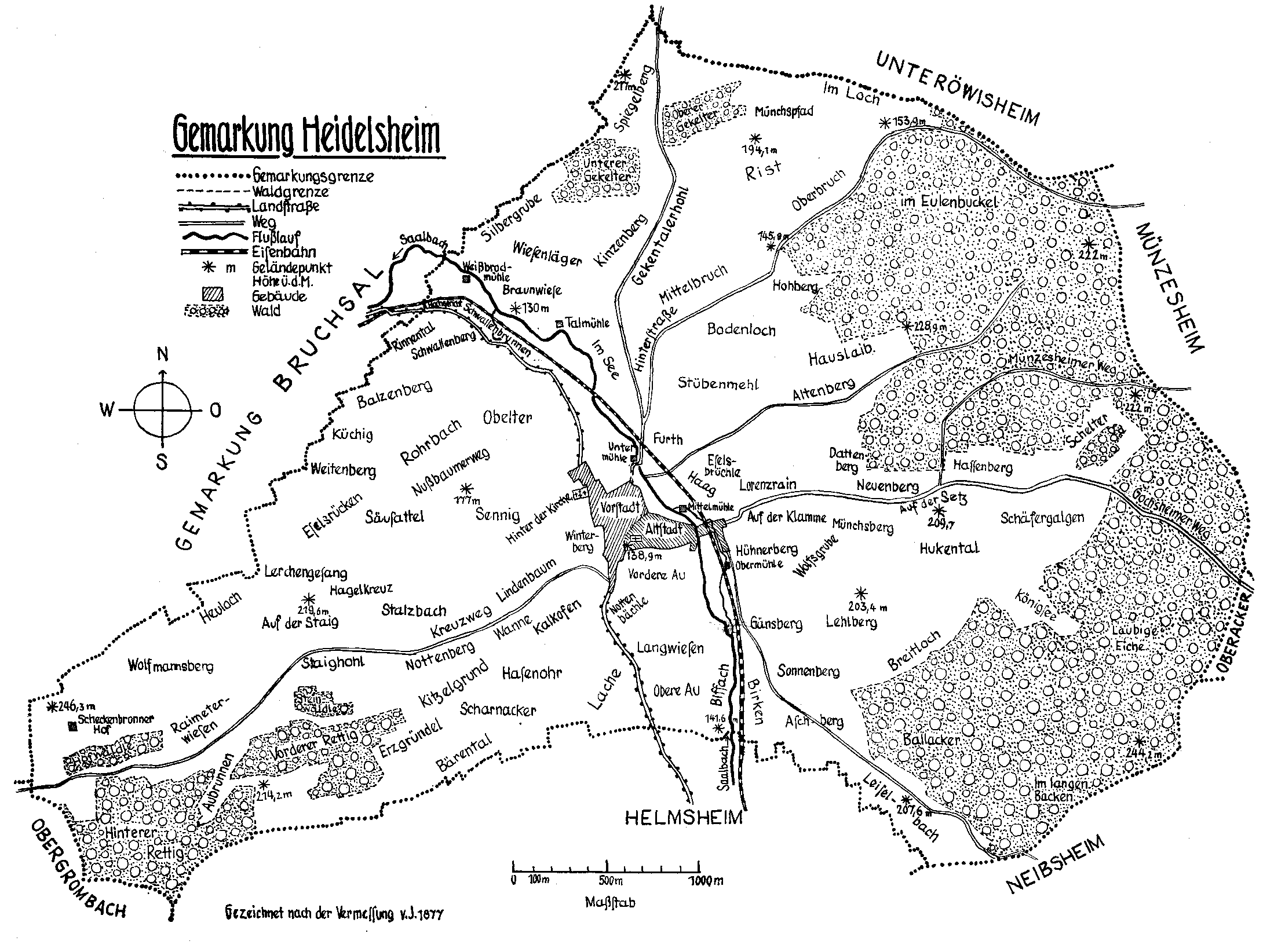
Kartenskizze der alten Gemeinde von 1877

Älteste Siedlungsspuren in der unmittelbaren Umgebung stammen aus der Zeit zwischen 2000 v. Chr. und 400 v. Chr. Vor der Römerzeit war die Gegend von Kelten besiedelt. Hier verlief eine Römerstraße von Ubstadt über Augsburg nach Verona. Bekannt ist außerdem ein aus dem zweiten nachchristlichen Jahrhundert stammender römischer Gutshof.
Nicht belegt ist der Ursprung der Stadt, die nach einer Sage durch den Alemannenherzog Heydolf um 259 gegründet worden sein soll. Sicher ist, dass sich hier nach 400 n. Chr. eine alemannische oder fränkische Siedlung mit einer Grabanlage im Bereich des heutigen Friedhofes befand.
Unter dem Namen „Heidolfesheim“ wurde Heidelsheim im Jahr 770 im Lorscher Codex erstmals urkundlich erwähnt. Vermutlich wurde der Ort bereits unter dem Stauferkaiser Friedrich Barbarossa um 1160 zur Reichsstadt erhoben. Jüdisches Leben ist erstmals für 1375 in Heidelsheim nachgewiesen.
In der Folge wurde die Stadt wiederholt verpfändet, darunter mehrfach auch an die Markgrafschaft Baden und an die Kurpfalz, was zu teilweise bewaffneten Auseinandersetzungen um die Besitzrechte führte. 1463 fällt Heidelsheim schließlich an die Kurpfalz. Um 1530 erreichte die Reformation Heidelsheim. Die Stadtkirche wurde in den Jahrhunderten danach von Katholiken, Reformierten und Lutheranern gemeinsam genutzt. Im Dreißigjährigen Krieg wurde Heidelsheim mehrfach von kaiserlichen Truppen, Franzosen und Schweden erobert, was sich auch auf die Bevölkerung niederschlug. Von ca. 1200 Bewohnern lebten am Ende des Krieges noch etwa 310.
Am 12. August 1689 wurde die Stadt von französischen Truppen nahezu vollständig zerstört, die Bevölkerungszahl fiel auf rund 50.
1803 fiel Heidelsheim nach Auflösung der Kurpfalz an Baden. Fünfzig Jahre später erhielt die Stadt durch die Württembergische Westbahn (Bietigheim–Bruchsal) einen Bahnanschluss.
1860 wohnten fast 200 Juden in Heidelsheim, das entspricht etwa 10 Prozent der damaligen Einwohner. Die Synagoge auf dem Kanzelberg wurde 1856 erbaut. Aufgrund der Abwanderung vieler Juden in größere Städte wurde die jüdische Gemeinde 1925 aufgelöst.
1935 wurden Heidelsheim die Stadtrechte entzogen. 1952 verlieh die Landesregierung von Württemberg-Baden Heidelsheim wieder den Stadttitel. Im Zuge der Kreis- und Gemeindereform wurde Heidelsheim am 1. Oktober 1974 trotz hartnäckigen Widerstandes der Bevölkerung gegen die Eingemeindung zum Stadtteil von Bruchsal. Zuvor wurde der Landkreis Bruchsal zum 1. Januar 1973 aufgelöst, dem Heidelsheim bis zuletzt angehörte.

## Sehenswürdigkeiten
- Der weitgehend erhaltene mittelalterliche Stadtgrundriss der Altstadt von Heidelsheim steht seit 2006 unter dem Namen Gesamtanlage Bruchsal-Heidelsheim als Ensemble unter Denkmalschutz.
- Reste der Befestigung (Katzenturm, 1721 nach Zerstörung erneuert)
- Barockes Stadttor (1774)
- Marktplatz mit Bürgerhäusern und Marktbrunnen (1699)
- Rathaus (1744 als Hospital erbaut)
- Evangelische Stadtkirche mit gotischem Chor (1540, Martinskapelle)

## Söhne und Töchter des Ortes
- Hieronymus Gerhard (1518–1574), württembergischer Staatsmann
- Hieronymus Bock (1498–1554), Botaniker, Arzt und lutherischer Theologe
- Johann Andreas Stein (1728–1792), Orgel- und Klavierbauer
- Georg Marcus Stein (1738–1794), Instrumenten- und Orgelbauer
- Julius Bär (1857–1922), deutsch-schweizerischer Bankier